# 姬伞鸟
，是雀形目霸鹟科的一种鸟类，属于单型的姬伞鸟属（学名：Calyptura）。
姬伞鸟体重约7.8克，翼长约47.9毫米，喙宽度约3.1毫米，喙厚度约3.8毫米，嘴峰长约8.5毫米，跗蹠长约14.9毫米，尾长约23.2毫米。
它们分布在巴西东南部里约热内卢州。